# مدیه برات
مدیه برات (انگلیسی: Madhya Bharat) که به تجمعگاه ملوا هم معروف است، یکی نواحی غرب مرکزی هندوستان می‌باشد.